# Miami Ink
Miami Ink è un docu-reality statunitense prodotto da TLC dal 2005 al 2008; in Italia è trasmesso da Real Time, e in seguito da DMAX e Deejay TV.

## Panoramica
La trasmissione racconta l'attività di un negozio di tatuaggi, il Love Hate Tattoo situato a Miami, South Beach. I proprietari del negozio sono gli artisti tatuatori Ami James e Chris Núñez, coadiuvati da Chris Garver, Darren Brass, Tim Hendricks, l'apprendista Yoji Harada e la shop manager Baby Dre.

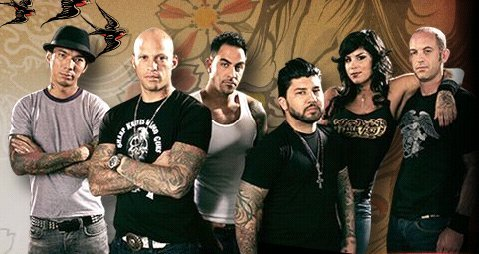
Il cast di Miami-Ink

La tatuatrice Kat Von D ha fatto parte del cast fino alla terza stagione, poi ha lasciato il programma ma è partecipe al reality show LA Ink, girato a Los Angeles.